# Jan Czerski
Jan Stanisław Franciszek Czerski (3 de maig de 1845 a Swolna- 25 de juny de 1892 a Kolimà) va ser un explorador i paleontòleg polonès. Ell va ser exilat a la Transbaicàlia per haver participat en l'Aixecament de gener de 1863. Era un científic autodidacta, que finalment va rebre l'honor de tres medalles de la Societat Geogràfica de Rússia, i el seu nom va ser donat a dues serralades de muntanyes (entre elles Txerski), diversos pics i altres llocs. Va ser l'auror del primer mapa del Llac Baikal. A partir de 1886, va explorar el riu Iana, l'Indiguirka i el riu Kolimà. Va recollir i catalogar més de 250 ossos del quaternari. A la seva mort, va ser enterrat prop del riu Omolon.

## Obres
- "Otczot o gieołogiczeskom issledowanii bieriegowoj połosy oziera Bajkała" (1886)
- "Gieołogiczeskije issledowanije Sibirskogo pocztowogo trakta ot oziera Bajkała do wostocznogo chriebta Uralskogo" (1888)
- "Dziennik podróży A. Czekanowskiego" (Czekanowski's Travel Journal)